# 청담동 111
《청담동 111》은 tvN에서 방영된 리얼리티 드라마 프로그램이다. 2013년 11월 21일 및 2014년 1월 9일 사이 FNC 엔터테인먼트, 레코드 레이블과 재능 기관의 위치에 관련된 내용을 방영하였다.

## 스토리
이 쇼는 리얼리티 쇼의 형식을 기반으로 하지만 완전히 라이브는 아니다. 이전에 에이전시에서 일어난 실제 사건을 극화한 것이다. 그러나 대화와 캐릭터는 실제이다.

## 출연진
- FT아일랜드
- 씨엔블루
- 주니엘
- AOA(초아, 지민, 유경, 유나, 혜정, 민아, 설현, 찬미)
- 엔플라잉
- 한성호
- 김영선